# Mama ŠČ!

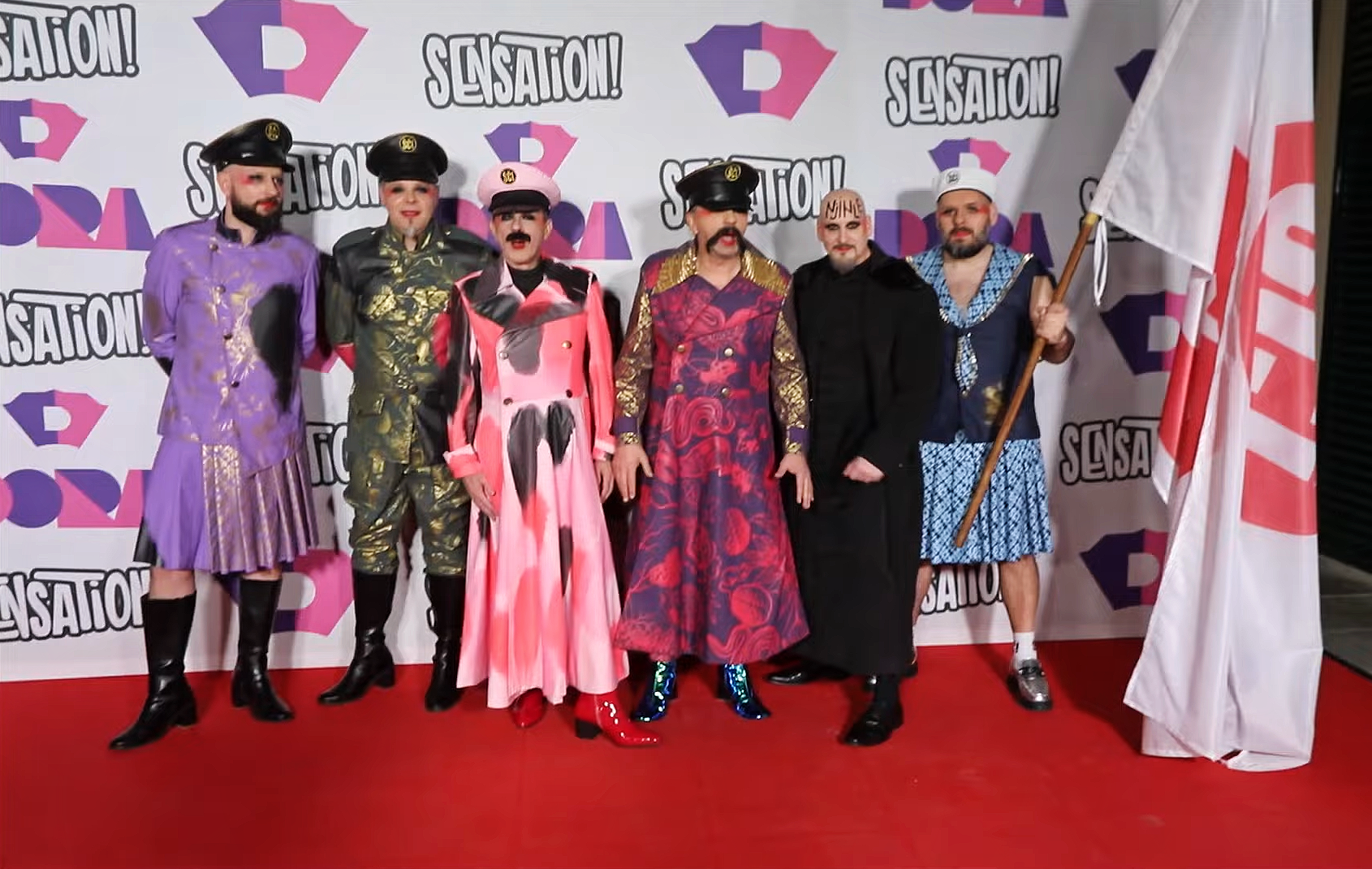
Let 3 tijdens Dora 2023

Mama ŠČ! Is een lied uitgevoerd door de Kroatische muziekgroep Let 3. Ze vertegenwoordigden Kroatië op het Eurovisiesongfestival 2023 in Liverpool, Verenigd Koninkrijk. Let 3 trad op in de eerste halve finale, ging door en eindigde in de finale op 13 mei 2023 op plaats 13. Mama ŠČ! is een anti-oorlogslied waarover de band zegt dat het dictators belachelijk maakt die op een kinderlijke manier omgaan met macht. Er  wordt verwezen naar onder andere de Wit-Russische president Aleksandr Loekasjenko.

## Geschiedenis
Op zaterdag 11 februari 2023 won het nummer het Kroatische songfestival Dora 2023, de Kroatische selectie voor het Eurovisiesongfestival. Het nummer werd daarmee de inzending van Kroatië voor het Eurovisiesongfestival 2023.